# Freedom Road Socialist Organization
Freedom Road Socialist Organization (FRSO) är en amerikansk maoistisk organisation grundad 1985.
Då många av de maoistiskt orienterade grupperingar som grundades i den US-amerikanska nya kommunistiska rörelsen under 1970-talet krympte i storlek eller kollapsade helt bildades FRSO i ett försök att ena och stärka vissa av dessa grupper i en enda verksam organisation. 
De ingående grupperna såg ultravänsterismen som det huvudsakliga felet i den nya kommunistiska rörelsen och de försökte fjärma sig från vad de såg som sekteristisk inskränkthet. Ursprungligen konstituerades FRSO 1985, som en sammanslagning av två organisationer, Proletarian Unity League och Revolutionary Workers Headquarters, vilket följde av att organisationen Revolutionary Unity anslöt sig 1986. Vidare upptogs Amílcar Cabral-Paul Robeson Collective 1988 och Socialist Organizing Network 1994.
Freedom Road är för självbestämmande inkluderande nationellt oberoende för afroamerikaner i södra USA:s "svarta bälte" och för hispanics i sydvästra USA. Dessa idéer kan spåras till den afroamerikanske kommunisten Harry Haywood och de resolutioner han lade fram i Komintern 1928 och 1930. Freedom Roads hållning i frågan om etnisk självständighet för grupper i det amerikanska samhället är en av organisationens politiska huvudfrågor, och något som är särskiljande visavi andra vänstergrupper i landet.
FRSO:s internationella samarbetsorgan är Internationella Kommunistiska Seminariet.
1999 splittrades FRSO i två organisationer som bägge gör anspråk på namnet Freedom Road Socialist Organization. Bägge ser sig som den enda legitima företrädaren för den ursprungliga organisationen.